# Pteropus alecto
El zorro volador negro (Pteropus alecto) es una especie de murciélago megaquiróptero de la familia Pteropodidae. Tiene pelo corto color negro (en contraste con el manto color marrón rojizo de otras especies del género), con una longitud media del antebrazo de 164 mm y un peso promedio de 710 g. Esta especie ha sido conocida por viajar hasta 50 km en una noche en busca de alimentos. Es uno de los ocho pteropodidos en Australia. 
Estos murciélagos forman grandes bandadas o colonias, y son nativos de Australia. Descansan en manglares, pantanos, selvas y bosques de bambú, y muy rara vez en las cuevas o bajo salientes. 
Se trata de una de las mayores especies de murciélagos en el mundo, y tienen una envergadura de más de un metro.

## Hábitat y dieta
Se alimenta de polen y néctar de eucaliptos nativos y melaleucas. Con la destrucción de su hábitat natural por la vivienda y la agricultura, y la alimentación cada vez más difícil de encontrar, el zorro volador también ha sido visto comiendo frutas como mangos y manzanas.